# Eucriotettix amplifemurus
Eucriotettix amplifemurus är en insektsart som beskrevs av Zheng, Z. 1998. Eucriotettix amplifemurus ingår i släktet Eucriotettix och familjen torngräshoppor. Inga underarter finns listade i Catalogue of Life.